# Mochipaco Nuevo
Mochipaco Nuevo är en ort i Mexiko.   Den ligger i kommunen Etchojoa och delstaten Sonora, i den västra delen av landet, 1 400 km nordväst om huvudstaden Mexico City. Mochipaco Nuevo ligger 16 meter över havet och antalet invånare är 350.
Terrängen runt Mochipaco Nuevo är mycket platt. Runt Mochipaco Nuevo är det ganska glesbefolkat, med 35 invånare per kvadratkilometer. Närmaste större samhälle är Huatabampo, 12,2 km söder om Mochipaco Nuevo. Trakten runt Mochipaco Nuevo består till största delen av jordbruksmark.